# Hoya telosmoides
Hoya telosmoides ist eine Pflanzenart der Gattung der Wachsblumen (Hoya) aus der Unterfamilie der Seidenpflanzengewächse (Asclepiadoideae). 

## Merkmale
Hoya telosmoides ist eine buschig, terrestrisch wachsende, kletternde ausdauernde Pflanze mit bis zu 6 m langen Trieben. Die Triebe haben einen Durchmesser von 2 bis 3 mm und sind kahl. Die Blätter sind gestielt. Die Blattstiele sind im Querschnitt rund und 0,8 bis 2 cm lang (Mittel 1,5 cm). Die Blattspreiten sind elliptisch bis verkehrt-lanzettlich, und 8 bis 16 cm lang und 3,5 bis 5,5 cm breit. Die Basis ist keilförmig, das Blattende spitz bis leicht zipfelig. Sie sind dünn und papierartig. Sie sind dunkelgrün mit sichtbarer, etwas dunklerer Mittelrippe. Sie besitzen eine fiederförmige, ebenfalls etwas dunklere Blattaderung, bestehend aus 4 bis 7 Adern. Die Oberfläche ist schwach glänzend. Die Ränder sind schwach eingerollt, die Mittelrippe ist auf der Oberseite eingesenkt, und auf der Unterseite deutlich hervor tretend. 
Der doldenförmige Blütenstand ist positiv geotrop und hat einen Durchmesser von 6 bis 9 cm. Die Oberseite ist konvex gewölbt; er besteht aus 5 bis 30 Blüten. Der kahle Blütenstandsstiel ist persistierend, und 3 bis 5 cm lang. Die Blütenstiele sind 1,5 bis 2 cm lang und kahl. Die Blütenkrone ist urnenförmig und hat einen Durchmesser von 1 bis 2 cm bzw. eine Länge von 1 bis 1,5 cm. Die kahlen Kelchblätter sind lanzettlich-eiförmig, 2 mm lang und 0,8 mm breit mit einem gerundeten Apex. Die Kronblattzipfel sind an der Basis miteinander verwachsen und bilden eine 5 bis 6,5 mm lange, und weite Röhre (Urne), die oben etwas eingeschnürt ist. Die freien Zipfel sind länglich-dreieckig, etwa 1 cm lang mit eingerollten Rändern. Sie sind waagrecht ausgebreitet bis leicht aufsteigend. Häufig sind sie etwas unregelmäßig gestreckt, nicht gleichmäßig waagrecht ausgebreitet oder aufsteigend, leicht gebogen oder auch etwas verdreht. Die Kronblattzipfel (und die Röhre) sind außen blassgelb mit purpurfarbener Tönung und kahl. Das Innere der Röhre ist dicht mit weißen, langen Haaren besetzt. Die Innenseite der freien Zipfel ist weiß bis cremefarben und kahl. Sie verdecken die Nebenkrone, die tief im Inneren der Röhre sitzt, fast vollständig. Die Nebenkrone im Inneren ist cremefarben mit aufrechten inneren Zipfeln und kugeligen äußeren Zipfeln. Der Duft wird sehr unterschiedlich als nicht sehr angenehm oder die Blüten verbreiten einen wundervollen Duft nach Parfüm beschrieben.
Die Pollinia sind länglich-elliptisch gerundet, 0,7 mm lang und 0,4 mm breit. Eine durchscheinende schmale äußere Randzone erstreckt sich fast über die gesamte Länge. Das Corpusculum ist rhomboid, etwa 0,5 mm lang und 0,3 mm breit. An der Basis sitzen zwei kurze, geflügelte Anheftungspolster. Die Caudiculae sind 0,2 mm lang und 0,1 mm dick.
Die Früchte sind grünlich, länglich-gestreckt bis leicht spindelförmig. 20 bis 26 cm lang bei einem Durchmesser von 5 bis 15 mm. 

## Geographische Verbreitung und Habitat
Die Art wurde bisher nur in Sabah auf der Insel Borneo gefunden. Sie wächst dort im Hügel- und Bergland zwischen 800 und 1600 m über dem Meeresspiegel. 

## Taxonomie
Die Art wurde von Ralf Omlor 1996 anhand von Herbarmaterial, dass Joseph und Mary Strong Clemens 1932 gesammelt hatte, erstmals beschrieben. Der Holotyp wird im Natural History Museum London unter der Nr. Clemens 29828 aufbewahrt. Ein Isotyp (Duplikat des Holotyps) im Herbarium von den Royal Botanic Gardens in Kew hat die Bezeichnung Clemens 30259.
Der Name spielt auf die Ähnlichkeit der Blüten mit den Blüten der Gattung Telosma an.